# General-Veterinär
General-Veterinär, auch Generalveterinär, war die Amts- oder Funktionsbezeichnung eines hohen Amtsträgers oder Vorgesetzten im Bereich der Veterinär-Medizin innerhalb der deutschen Wehrmacht, aber auch der Polizei, bis 1945.

## Bedeutung und Rangfolge
Zur Unterscheidung zu den Sanitätsoffizieren trugen die Veterinär-Offiziere die Schlange, aber ohne Äskulapstab in der Mitte. Die Beförderungen in die Dienstgrade erfolgte nach Dienstalter.
Mit dem Übergang von der Reichswehr in die Wehrmacht wurden einige Dienstgrade der Veterinärlaufbahn geändert. Folgende Umbenennungen erfolgten 1934:
- Generaloberveterinär in Oberfeldveterinär
- Generalveterinär in Oberstveterinär
- Generalstabsveterinär in Generalveterinär
- Generaloberstabsveterinär in Generalstabsveterinär

Neu eingeführt als höchster Dienstgrad wurde 1934 der Generaloberstabsveterinär (Besoldungsgruppe C1), vergleichbar mit dem Dienstgrad eines Generals.
Rangfolge:
| Dienstgrad                                          |                                                  |                                                                      |
| niedriger: Oberstveterinär (Oberst, Oberstarzt; C4) | Generalveterinär (Generalmajor, Generalarzt, C3) | höher: Generalstabsveterinär (Generalleutnant, Generalstabsarzt; C2) |

## Generalveterinäre (Auswahl)
- Erich Bartsch (1890–1941)
- Otto Bauer (1874–1946)
- Karl Berger (1885–1952)
- Hans Bethcke (1889–1957)
- Maximilian Betzler (1891–1988)
- Franz Daniels (1886–1978)
- Leo Hepp (1871–1950), Generalveterinär in der Reichswehr
- Karl Kiesewetter (1887–1965)
- Walter König (1891–1971), Träger des Ritterkreuzes des Kriegsverdienstkreuzes mit Schwertern
- Wilhelm Kries (1887–1953), Generalveterinär der Polizei

## Generalstabsveterinäre
- Julius Eckert (1884–1943)
- Hans Fontaine  (1880–1958)
- Philipp Fritsch (1880–1945)
- Hans Höfer (1886–1952)
- Theodor Hoenecke (1882–1945)
- Joseph Klingler (1878–1960), Beförderung zum 1. April 1941[4]
- Erich Köhler (1885–1955)
- Paul Mangelow (1886–1942)
- Rudolf Neven (1885–1969)
- Wilhelm Paulus (* 1883)
- Erich Rathsmann (1885–1945)
- Claus Eduard Richters (1884–1957)
- Lucas Schäfer (1883–1962)
- Walter Semmler (1884–1945)
- Albert Thieme (* 1881)
- Lukas Weber

## Generaloberstabsveterinäre (Wehrmacht)
- Otto Budnowski (1874–1956)
- Curt Schulze (1881–1966)

## Bundeswehr
Ein Dienstgrad Generalveterinär wurde durch eine Anordnung des Bundespräsidenten über die Dienstgradbezeichnungen und die Uniform der Soldatinnen und Soldaten bzw. deren Vorgänger nicht eingeführt. Höchster Dienstgrad für Veterinäre der Bundeswehr ist der Oberstveterinär.